# Корозия
Корозията е химично или електрохимично разрушаване на метални повърхности под действие на външна среда (атмосферен кислород, киселини и други). Химичната корозия протича в непровеждаща електричество среда (газове и нефт), а електрохимичната корозия – обикновено във водни разтвори на електролити. Корозията има вредно влияние върху устойчивостта на металните съоръжения, което налага и антикорозионна защита. Съоръженията, за които се очаква да работят в корозивна среда, се проектират така че да изискват минимална антикорозионна защита или са преоразмерени така, че корозията да не оказва сериозни промени в механичните им свойства.

## Корозия на металите
Всъщност това е физико-химичен процес между металите и околната среда, който води до разрушаване. В резултат на взаимодействието на метала с въздуха (и намиращите се в него газове) и водата (и разтворените в нея електролити) върху повърхността на метала се получават съединения: оксиди, сулфати и други. Така най-общо тя е един окислителен процес, при който електронеутралните атоми отдавайки електрони се превръщат в положително заредени йони.
Корозията е самоволен процес. Води до получаване на по-устойчиви за окислителя съединения.

## Видове корозия

### Химична корозия
Химична корозия в резултат на хетерогенна реакция между металите и околната среда в отсъствие на влага. Тя е застъпена в промишлените съоръжения, газопроводи, по които текат агресивни газови смеси. Един от основните фактори за протичането ѝ е съдържащият се в газовете кислород. Всички метали, включително и благородните се покриват на повърхността с оксиден слой. За защитните свойства на този слой е важна не дебелината му, а неговата плътност. Някои метали като мед, цинк, олово, никел, алуминий и др. на повърхността се покриват с тънък, но плътен оксиден слой, който ги предпазва от атака на агресивните газове. Други метали като желязото и неговите сплави образуват също оксиден слой, но рехав, който не предпазва от това агресивно действие и металът се руши в дълбочина. Покриването с тънък оксиден слой се нарича още пасивиране на металите. От значение за корозионната устойчивост са:
- чистотата на металите;
- видът на металната повърхност - гладката повърхност корозира по-трудно;
- температурата - ако тя е висока, металът корозира по-бързо.

### Корозия в неелектролити
Корозия в неелектролити особено значение има в резервоарите за гориво. Образуват се железни сулфиди.

### Електрохимична корозия
Електрохимична корозия, най-честото разрушаване на металите и сплавите е в резултат на нейното действие. Тя настъпва в разтвори или стопилки на електролити. Протичат процеси на йонизация. Тя е продукт на термодинамична неустойчивост на метала и почти не зависи от количеството на електролита.

### Биохимична корозия
Биохимична корозия настъпва под действие на микроорганизми от което следва, че има влага.

## Теория на процесите
Един метал не е абсолютно чист, винаги съдържа примес, който има различна активност.
А по-активен елемент (например Zn)
D – деполяризатори
Този корозионен галваничен елемент няма полезно действие.
Като деполяризатори в този процес могат да бъдат:
- йони
- всякакви молекули
- оксидни или хидроксидни слоеве
- органични съединения от всякакъв тип

Колкото са по-далече от металите са по-активни, а колкото са по-близо – по-пасивни.

## Фактори влияещи на електрохимичната корозия

### Външни фактори
- температура – с повишаването ѝ процесът се ускорява
- концентрацията на електролита и природата му имат значение. Много соли са силно разтворими и не оказват пасивиращо действие. Други соли, като карбонатите на Fe, Zn или сулфати на оловото са малко разтворими и образуват покритие, което изолира от агресивно действащата среда. Подобно действие имат и силните окислители. Халогенните елементи активират металите и ускоряват корозията. С увеличаването на концентрацията се увеличава и електропроводимостта на средата, но след известни граници корозионната способност намалява, поради намаляването на кислорода.
- киселинност на средата
- количество разтворен кислород

### Вътрешни фактори
- Структура на металите. Корозират неустойчивите. Равновесния потенциал на металите трябва да е по-отрицателен от равновесния потенциал на съдържащите се в електролита деполяризатори.

Aлкалните метали имат най-отрицателен равновесен потенциал.Благородните метали имат електро-положителен потенциал и практически не корозират.
- Обработка на повърхността. Грубата повърхност предполага наличие на пукнатини. Те могат да преминат не само през отделните крастилити. Освен това повърхността е с по-голяма площ и се задържат повече прах и влага. Полираната повърхност е лишена от тези недостатъци.